# 東南極冰蓋
東南極冰蓋是南極洲的兩座冰蓋之一，位於西經45度至東經168度之間，橫貫南極山脈把該冰蓋與西南極冰蓋分隔，面積較西南極冰蓋大，冰層厚度達4,800米，英國、法國、挪威、澳大利亞、智利和阿根廷均宣稱擁有主權。

## 外部連結
- E. J. Steig summary of paper on warming in West Antarctica referenced herein
- Nature journal cover image depicting warming in Antarctica （页面存档备份，存于）